# Microsoft Surface Laptop
La gamme Surface Laptop est une série d'ordinateurs portables de la marque Microsoft Surface.
Elle contient trois ordinateurs Windows : les Surface Laptop 1, 2 et 3, et le Surface Laptop Go, plus abordable.

## Histoire
Le premier Surface Laptop est annoncé lors de l'événement « #MicrosoftEDU » le 2 mai 2017, avec Windows 10 S,, ainsi qu'une version mise à jour de Surface Arc Mouse. Il était disponible pour une pré-commande le jour même et a commencé à être expédié le 15 juin 2017.

## Caractéristiques

### Logiciel
Les Surface Laptop sont livrés avec Windows 10 S, une édition de Windows 10 aux fonctions limitées, avec notamment des restrictions sur l'utilisation des logiciels, où les utilisateurs étaient limités aux applications du Microsoft Store, et où Microsoft Edge était imposé comme navigateur par défaut, avec obligatoirement Bing comme moteur de recherche, étant donné que les navigateurs tiers ne sont pas autorisés sur le Microsoft Store,,.
L'appareil peut être mis à niveau vers Windows 10 Professionnel gratuitement, ce qui supprime ces restrictions.

### Matériel
Le Surface Laptop est le 5e ajout à la famille Surface, suivant la Surface Pro, le Surface Hub, le Surface Book, et le Surface Studio. Contrairement aux autres produits, le Surface Laptop vise les étudiants. Microsoft prétend que l'autonomie de la batterie est de 14,5 heures sous Windows 10 S, mais les tests suggèrent que la batterie ne dure pas autant de temps que cela,. L'ultraportable est disponible en quatre couleurs : Platine, Or minéral, Bordeaux, et Bleu cobalt.
Il possède un écran « Pixel Sense » de 13,5 pouces de 2 256 × 1 504 pixels avec un ratio de 3:2. Il supporte 10 points de pression différents, ainsi que le Surface Pen. Contrairement à d'autres ultraportables de Microsoft, il n'y a aucun mécanisme pour détacher le clavier.
Le Surface Laptop utilise les processeurs de septième génération « Kaby Lack », soit le Intel Core i5, auquel cas, il utilise comme processeur graphique ou avec l'Intel Core i7, il utilise le processeur graphique Intel Iris Plus 640.
Trois options sont possibles pour la mémoire vive à l'achat : 4, 8 ou 16 Go et trois options pour la capacité de stockage du SSD : 128, 256 ou 512 Go. Il ne pourra pas être mis à niveau à l'avenir. Le SSD a une vitesse de transfert de 110,6 Mb/s.
Le Surface Laptop ne peut pas être ouvert sans le détruire, ce qui rend impossible la réparation ou la mise à niveau par quiconque à l'exception de Microsoft. Il a une batterie inamovible d'une capacité de 45,2 Wh. Toutes les autres pièces sont, soit collées ou soudées.